# Masaya Katō

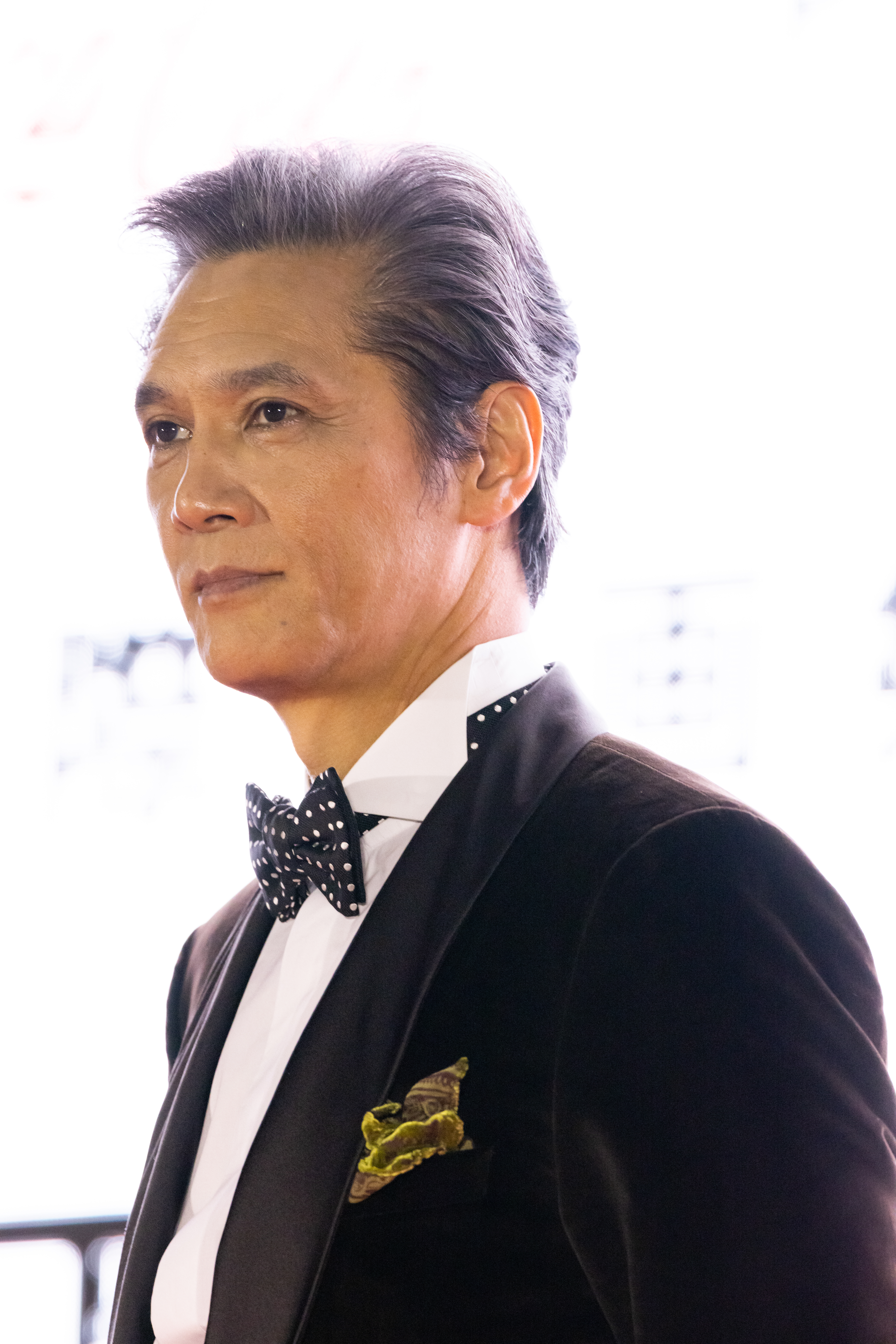
Masaya Kato (2022)

Masaya Katō (jap. 加藤 雅也, Katō Masaya; * 27. April 1963 in Nara, Präfektur Nara) ist ein japanischer Schauspieler.

## Leben
Masaya, ein ausgebildeter Boxer und Sportler fernöstlicher „Martial Arts“-Kampfstile, war vor seiner Karriere als Schauspieler ein in Japan bekanntes männliches Fotomodell. Nach einem Pädagogikstudium an der Staatlichen Universität Yokohama debütierte er 1988 in dem Kinderfilm Marilyn ni aitai, für den er den Japanese Academy Award als Bester Nachwuchsdarsteller erhielt. Es folgten zahlreiche andere japanische Filmproduktionen, ehe er 1994 in seinem ersten internationalen Film, dem US-amerikanischen Thriller Mit dem Lächeln eines Feindes, an der Seite von Brooke Shields spielte. Internationale Bekanntheit erlangte er vor allem 1995 in der Rolle des Ryuji Hanada im Spielfilm Crying Freeman – Der Sohn des Drachen, wo er sämtliche Kampfszenen und Stunts selbst ausführte. 
Masaya verkörpert oftmals Bösewichte in Filmproduktionen, legt sich dabei allerdings nicht auf Filmgenres fest. Er ist neben Actionfilmen, auch häufig in Dramen und Komödien zu sehen.

## Filmografie (Auswahl)
- 1988: Marilyn ni aitai (マリリンに逢いたい, Maririn ni aitai)
- 1993: Crimebroker - Ein heißkaltes Paar (Crimebroker)
- 1994: Mit dem Lächeln eines Feindes (The Seventh Floor)
- 1995: Crying Freeman – Der Sohn des Drachen (Crying Freeman)
- 1997: Drive
- 1998: Godzilla
- 2000: Schoolday of the Dead – Sterben will gelernt sein (死者の学園祭, Shisha no gakuensai)
- 2000: Brother
- 2001: Good Advice – Guter Rat ist teuer (Good Advice)
- 2002: Muscle Heat (マッスルヒート, Massuru hīto)
- 2003: Aragami
- 2003: Samurai Resurrection
- 2003: Gozu (Gokudō kyōfu dai-gekijō: Gozu)
- 2004: Fighter in the Wind (바람의 파이터, Baramui Fighter)
- 2009: Stadt der Gewalt (san suk si gin)
- 2010: Sakura Sakura
- 2011: Anfea: The Answer